# Weltreise in der Johannisnacht
Weltreise in der Johannisnacht ist ein 1953 erstmals in der Schweiz erschienenes Kinderbuch des Schriftstellers Richard Katz. Er schrieb das Buch im brasilianischen Alto da Boa Vista (heute ein Stadtteil von Rio de Janeiro), wohin er wegen seiner jüdischen Herkunft 1941 emigriert war.  

## Handlung
Die fantasiebegabte Mariechen und der praktisch veranlagte Heini sind Freunde, trotz ihrer Unterschiedlichkeit. In der Johannisnacht besuchen die beiden Kinder einen alten Mann, „Steinalter“ genannt, der in der Nähe ihres Dorfes in einer verlassenen Burg lebt. Der Steinalte, der sich als „Geist“ bezeichnet, zeigt ihnen das sogenannte „Traumfenster“ und verrät, dass es alle 100 Jahre Wünsche erfüllt, wenn Vollmond, Johannisnacht und ein klarer Himmel zusammentreffen, und dass heute eine solche Nacht sei.
Heini wünscht sich, nach Indien zu reisen, weil er auf einem Pfadfindertreffen einen indischen Jungen kennengelernt hat, den er besuchen möchte. Für die Reise werden Mariechens Puppe Selma und Heinis Kamera, die sich selbst Kaspar nennt, zum Leben erweckt. Unter dem Mantel des Steinalten fliegen sie los. Unterwegs erläutert der Steinalte den Kindern die Landschaften und Länder, die sie überfliegen, erklärt Bräuche und Traditionen, erzählt Märchen und Fabeln und lehrt sie, dass man die Fremde nicht mit eigenem Maßstab messen soll.
Einen ersten Zwischenhalt machen der Steinalte und die Kinder in einer ägyptischen Oase, und die Kinder stellen fest, dass sie unter dem Zauber fremde Sprachen verstehen. Der Steinalte bewahrt eine Karawane vor einem Überfall. Nach einer Landung im Sudan fliegen sie weiter nach Süden und beobachten Tierherden in der Savanne. Bei einer Diskussion über den Sinn von Maschinen beklagt der Steinalte, dass eine „Sucht zum Photographieren“ die Menschen gepackt habe. Über dem Indischen Ozean beobachten sie die Rettung von Menschen aus einer Dschunke, bei der der Steinalte erneut seine Hand im Spiel hat. In Ceylon sehen sie, wie Elefanten eingefangen werden, und in Kandy besuchen sie einen buddhistischen Tempel.
Schließlich erreichen die Reisenden Indien, wo der Steinalte den Kindern berichtet, welchen schädlichen Einfluss das von den Briten in Indien angebaute Opium auf die Menschen in China hatte. Sie finden Nada, den Freund von Heini, der in Jaipur lebt und der Sohn des örtlichen Finanzministers ist, und sie treffen den Maharadscha. Heini verwechselt dabei den goldbetressten Lakaien mit dem Maharadscha, der einen schlichten europäischen Anzug trägt. Anschließend zeigt ihnen Nada die Menagerie des Maharadschas mit Geparden und Affen. Dabei stiehlt der Leitaffe die Kamera Kaspar und macht ein Foto; der Steinalte rettet die Kamera. Beim Abschied von Heini bricht Nada in Tränen aus (und der Autor deutet an, dass sich beiden Jungen 20 Jahre später wiedersehen werden). 
Über den Himalaya und Tibet fliegt der Steinalte mit den Kindern nach China, wo sie das ärmliche Leben der Bauern sehen. Sie retten das  Mädchen Li, das von Soldaten verfolgt wird, nehmen es mit unter ihren Mantel und bringen es nach Hongkong, wo ein Onkel von Li lebt. Zum Abschied von China gehen sie in ein Restaurant und nehmen eine mehrgängige Mahlzeit zu sich, bei der die Kinder einiges über die chinesische Küche erfahren. Die Reste werden ihnen in Päckchen mitgegeben, die sie an Arme auf der Straße verschenken. 
Die Reisenden unter dem Mantel fliegen nach Osten und überqueren Lateinamerika. Der Steinalte erzählt den Kindern von der grausamen Eroberung des Kontinents durch die Europäer. Bei einer Landung wird Heini von einem verärgerten Lama angespuckt. In Rio de Janeiro landen sie auf dem Corcovado unterhalb der Christusstatue und genießen den Ausblick auf die „Märchenstadt“, wie Mariechen meint. In New York setzen sie auf einem Wolkenkratzer auf, den sie auch von unten bewundern. Selma wundert sich darüber, dass sie so oft das Wort „Dalla“ hört, und der Steinalte erklärt ihr, dass damit „Dollar“ gemeint sei, „und da man spricht, woran man denkt, hörst Du das Wort so oft“. Beim Fotografieren fällt Heini auf die Straße und verursacht beinahe einen Unfall. Ein Polizist kommt hinzu und verhaftet den Steinalten, weil dieser keine Papiere vorweisen kann. Doch unter dem Mantel können die Drei entwischen. 
Schließlich erreichen der Steinalte und die beiden Kinder wieder die Heimat. Als die Eltern der Kinder von einer Johannisfeier nach Hause kommen, finden sie Mariechen und Heini Hand in Hand schlafend auf einer Bank. Funken des Johannisfeuers haben die Burg entzündet, die bis auf die Grundmauern abgebrannt ist, und der Steinalte ist verschwunden. Selma und Kaspar (auf dessen Film sich keine Fotos befinden) können nicht mehr sprechen, aber die Kinder stellen fest, dass sie dasselbe geträumt haben. Heini erinnert Mariechen daran, dass der Steinalte einen Freund in Rio de Janeiro habe, dem er alles erzählen wolle, damit dieser ein Buch daraus mache.

## Rezeption
Die Zeit empfahl das Buch im Dezember 1954 als Weihnachtsgeschenk für „Jungen und Mädchen“: „[das Buch] breitet in der Rahmenhandlung eines Märchens eine Fülle von Wissen über fremde Länder aus. Die beiden Kinder erleben ‚im Fluge‘ die sehr real geschilderten Wunder der weiten Welt. Je älter ein Kind ist, desto mehr wird es von diesem Buch haben. Aber auch ein Zehnjähriger wird es nicht mehr aus der Hand legen.“

## Ausgaben
- Weltreise in der Johannisnacht. Fretz & Wasmuth, Zürich 1953.
- Weltreise in der Johannisnacht. Cecilie Dressler, Berlin 1962.

Das Buch hat 351 Seiten. Die Illustratorin Ingrid Schneider gestaltete den Umschlag.